# Исмаилов, Дилмурод Махмудович
Дилмурод Махмудович Исмаилов (узб. Dilmurod Ismoilov; 18 июля 1980 года, Наманганская область, Узбекская ССР) — узбекский юрист и политический деятель, депутат Законодательной палаты Олий Мажлиса Республики Узбекистан IV созыва. Член Социал-демократической партии «Адолат».

## Биография
Дилмурод Исмаилов окончил Ташкентский государственный юридический институт. В 2020 году избран в Законодательную палату Олий Мажлиса Республики Узбекистан IV созыва, а также назначен на должность члена Комитета по противодействию коррупции и судебно-правовым вопросам Законодательной палаты Олий Мажлиса Республики Узбекистан.

## Примечание
1. ↑  Депутаты. parliament.gov.uz. Дата обращения: 30 января 2022. Архивировано 30 января 2022 года.